# George Miller
George Miller, född 3 mars 1945 i Chinchilla, Queensland, är en australisk filmregissör, filmproducent och manusförfattare, mest känd för Mad Max-serien.

## Filmografi
| År   | Film                            | Roll     | Roll       | Roll      | Roll  | Noteringar                                  |
| År   | Film                            | Regissör | Författare | Producent | Annat | Noteringar                                  |
| ---- | ------------------------------- | -------- | ---------- | --------- | ----- | ------------------------------------------- |
| 1979 | Mad Max                         | Ja       | Ja         |           |       |                                             |
| 1980 | The Chain Reaction              |          |            | Ja        | Ja    | Regissör för biljaktsscenerna (okrediterad) |
| 1981 | Mad Max 2                       | Ja       | Ja         |           | Ja    | Medregissör                                 |
| 1983 | Twilight Zone: The Movie        | Ja       |            |           |       | Segmentet Nightmare at 20,000 Feet          |
| 1983 | The Dismissal                   | Ja       | Ja         | Ja        |       | TV-miniserie                                |
| 1984 | The Last Bastion                | Ja       |            |           |       | TV-miniserie                                |
| 1984 | Bodyline                        |          | Ja         | Ja        |       |                                             |
| 1985 | Mad Max bortom Thunderdome      | Ja       | Ja         | Ja        |       | Regisserad tillsammans med George Ogilvie   |
| 1987 | Häxorna i Eastwick              | Ja       |            |           |       |                                             |
| 1987 | The Year My Voice Broke         |          |            | Ja        |       |                                             |
| 1989 | Lugnt vatten                    |          |            | Ja        | Ja    |                                             |
| 1989 | Bangkok Hilton                  |          |            | Ja        |       | TV-miniserie                                |
| 1991 | Flirting                        |          |            | Ja        |       |                                             |
| 1992 | Lorenzos olja                   | Ja       | Ja         | Ja        |       |                                             |
| 1995 | Babe – den modiga lilla grisen  |          | Ja         | Ja        |       |                                             |
| 1996 | Video Fool for Love             |          |            | Ja        |       |                                             |
| 1997 | 40,000 Years of Dreaming        | Ja       | Ja         |           | Ja    | Dokumentär; Presentatör                     |
| 1998 | Babe – en gris kommer till stan | Ja       | Ja         | Ja        |       |                                             |
| 2006 | Happy Feet                      | Ja       | Ja         | Ja        |       |                                             |
| 2011 | Happy Feet 2                    | Ja       | Ja         | Ja        |       |                                             |
| 2015 | Mad Max: Fury Road              | Ja       | Ja         | Ja        |       |                                             |
| 2024 | Furiosa: A Mad Max Saga         | Ja       | Ja         | Ja        |       |                                             |